# Bertold Eisner
Bertold Eisner (1875. – 1956.) bio je hrvatski pravnik i profesor na Pravnom fakultetu Sveučilišta u Zagrebu i književni kritičar. Nalazi se među prvacima hrvatske jurisprudencije te je autor brojnih knjiga s područja pravne znanosti.
Eisner je rođen u Korolówci u današnjoj istočnoj Poljskoj. U Černovicama u Češkoj završio je pravni fakultet, a 1899. postao je doktor pravnih znanosti nakon studija u Beču, gdje je istodobno radio kao odvjetnički pripravnik. Zbog financijskih problema Eisner se seli u Bosnu i Hercegovinu i radi u sudnicama u Travniku, Jajcu, Prijedoru i Ključu. Godine 1933. imenovan je za profesora na Pravnom fakultetu Sveučilišta u Zagrebu gdje predaje rimsko pravo i međunarodno privatno pravo.
U vrijeme Nezavisne Države Hrvatske, Eisner iako Židov, nije bio pogođen antižidovskom politikom. U siječnju 1943. umirovljen je kao i većina židovskih profesora. Nakon okončanja Drugog svjetskog rata, Eisner ponovno radi na zagrebačkom Pravnom fakultetu, a 1955. odlazi u mirovinu. Nakon toga postaje izvanredni profesor.
Eisner je objavio veliki broj članaka, debata, književnih kritika i izlaganja. Njegova sfera interesa bilo je građansko pravo, no bavio se također i obiteljskim, međunarodnim, trgovačkim, autorskim i rimskim pravom. Ukupno je objavio 60 znanstvenih radova. Njegovo najznačajnije djelo je Međunarodno privatno pravo, objavljeno 1953. i 1956. Dao je također znatan doprinos u legislativi. Od 1924. do 1933. Eisner je sudjelovao u pisanju brojnih zakona. Nadzirao je sve značajnije zakonske nacrte, posebice one s područja građanskog prava, a neke je i sam napisao. Sudjelovao je u brojnim konferencijama o pravu.
Kao vrhunski znanstvenik, Eisner je bio poštovan među kolegama, obožavateljima te studentima. Svoju imovinu ostavio je siromašnim studentima. Pokopan je na Mirogoju.